# Tetramorium centum
Tetramorium centum är en myrart som beskrevs av Bolton 1977. Tetramorium centum ingår i släktet Tetramorium och familjen myror. Inga underarter finns listade i Catalogue of Life.